# Hello Kitty (canción)
«Hello Kitty»—En Español: Hola Gatita—es una canción interpretada por la cantante y compositora canadiense Avril Lavigne e incluida en su quinto álbum de estudio, Avril Lavigne de 2013. Lavigne se encargó de componerla junto con el guitarrista, cantante y esposo de la intérprete Chad Kroeger, David Hodges y Martin Johnson. El título de la pista hace referencia al personaje ficticio japonés de Sanrio, Hello Kitty. Musicalmente, es una canción pop que presenta influencias del brostep y el pop electrónico.

## Antecedentes y desarrollo
Tres meses después del lanzamiento de su cuarto álbum de estudio Goodbye Lullaby, Lavigne anunció que está trabajado para nueva producción discográfica, contando hasta esa fecha con ocho canciones escritas. La cantante declaró que el álbum sería musicalmente opuesto a Goodbye Lullaby , con una fecha de lanzamiento que se rumoreaba que sería en 2012. "Goodbye Lullaby fue un disco más suave, pero el nuevo material será más pop, movido y divertido, ya tengo una canción que podría ser sencillo, sólo necesito volver a grabarla!." comentó la Lavigne sobre su nuevo álbum.
En una entrevista, la cantante comentó sobre la participación de Kroeger en la composición del álbum; "Tengo una canción que se llama «Hello Kitty», que escribí sobre Hello Kitty, porque yo estoy obsesionada con eso. Es una canción muy divertida que nunca había hecho antes, tiene una especie de sensación electrónica, y que es la única pista del disco que suena así.

## Composición
«Hello Kitty» es una canción de J-pop , dubstep y EDM que tiene una duración de tres minutos y dieciocho segundos. Fue escrito por Lavigne, Chad Kroeger, David Hodges y Martin Johnson, mientras que la canción fue producida por Kroeer, Hodges con una producción adicional de Brandon Paddock y Kyle Moorman. La canción fue diseñada por John Hanes, el musical mezclado fue llevado a cabo por Serban Ghenea, mientras que Paddock y Moorman llevaron a cabo la programación adiciona. «La letra tiene un tema interesante, fue realmente emocionante para mí. No quería que sonara como algo que ya había hecho antes» comentó la intérprete para Digital Spy. "Más tarde se le preguntó sobre el significado de la canción, a lo que ella respondió: "Es coqueta y algo sexual, pero realmente es sobre el amor que le tengo a Hello Kitty también". Además, ella dijo en MuchMusic que la pista «Es muy divertida y se trata de una fiesta de pijamas y el amor por Hello Kitty".

## Recepción y crítica
Nick Catucci de Entertainment Weekly exclamaba «Hello Kitty», un tema dubstep que parece reconocer su propia participación simbólica mediante la adopción de una" J -Pop americano Funtime Now! " Brillo (y cuyo título puede o no incluir un doble sentido que, en cualquier caso prefiero no entretengo) [...] "Craig Manning desde AbsoultePunk dijo" El mayor acto de fe se hace en "Hello Kitty", un mosaico trippy de EDM y el pop que rinde tributo amoroso a Lavigne de tamaño considerable . siguiente japonesa "Bradley popa de Muumuse había discutido la canción en una revisión ampliada, y explicó:". «Hello Kitty» es un fuera de las paredes stomper infundido - EDM hinchable de conjuración Gwen Stefani, japonés mente... Love Angel Music Bebé (!además un ataque de Dubstep de moda por si acaso) , Avril deja que su historia de amor de la mascota japonesa querido ir salvaje a través de pulsos beats y escupiendo electrónica como ella grita outs comandos hilarantes : "Al igual que un niño gordo en un paquete de smarties/Alguien chuck una magdalena en mí! " " también se refirió naturaleza de Lavigne a la canción como "una locura".

## Vídeo musical
El video musical de la canción se grabó en Tokio, Japón. Fue estrenado el 21 de abril de 2014 a través del sitio web oficial de la cantante. Éste fue recibido con críticas negativas por los críticos. Jason Lipshutz de Billboard lo calificó como "aberrante" y "perezoso". Aunque reconoció que los videos anteriores del álbum eran "excelentes", señaló que el video de "Hello Kitty" no intenta hacer nada. Alexa Camp de Slant Magazine lo calificó como "realmente sorprendente", mientras que en The Independent se comentó que la canción hará sangrar tus ojos y oídos". Debido a la descripción de la cultura japonesa en el vídeo, la cantante recibió opiniones generalizadas de los críticos occidentales, que comentaron que vídeo tenía matices racistas. A lo que la cantante respondió: "Me encanta la cultura japonesa y paso la mitad de mi tiempo en Japón. Volé a Tokio. para grabar este video ... específicamente para mis fanáticos japoneses, CON mi sello japonés, coreógrafos japoneses Y un director japonés EN Japón ".
El vídeo se centra en Avril quien lleva mechas de color pastel con brillo, chaqueta negra, collar de perlas y una falda con cupcakes muy colorida, en casi todo el video aparece a Avril Lavigne tocando una guitarra, usando Gafas también salen cuatro bailarinas de apoyo japonesas, en un cuarto lleno de peluches, dulces y mucho color, también se ven bailando en la calle, comiendo sushi, saludando a sus fanes y tomando fotografías. En febrero del 2018 el video superó la cifra de 150 millones de visitas en el canal oficial de la cantante en Youtube.

## Posicionamiento en las listas
| Listas (2013-2014)                 | Mejor posición |
| ---------------------------------- | -------------- |
| Corea del Sur (Gaon Chart)         | 70             |
| Estados Unidos (Billboard Hot 100) | 75             |
| Japón (Hot Top Airplay)            | 82             |